# Johann I. (Brabant)

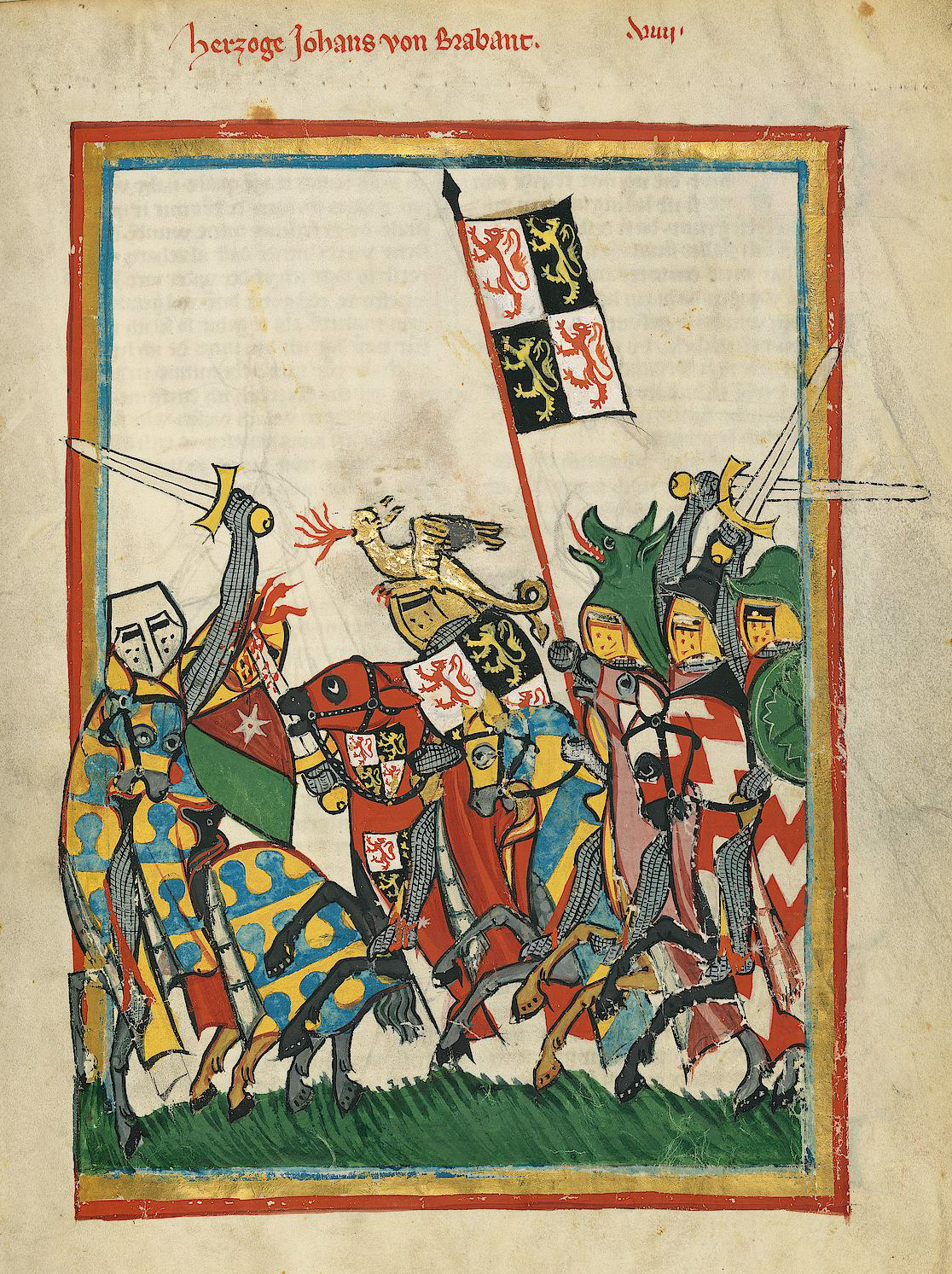
Herzog Johann von Brabant (Mitte) in der Schlacht von Worringen (Codex Manesse, 14. Jahrhundert)

Johann I., genannt Der Siegreiche (französisch Jean le Victorieux; 1252 oder 1253 in Löwen; † 3. Mai 1294 in Bar-le-Duc) war Herzog von Brabant und Limburg. Er war der zweitälteste Sohn des Herzogs Heinrich III. „des Friedfertigen“ von Brabant und der Adelheid (Aleidis) von Burgund geboren.

## Leben
Beim Tode des Vaters übernahm Johanns Mutter die Regentschaft für den schwachsinnigen älteren Bruder Heinrich IV. Die Politik der Regentin führte zu starken Spannungen. Um einen Bürgerkrieg zu vermeiden, verzichtete Heinrich IV. 1267 zugunsten Johanns auf den Thron.
Unter Johann I. erlebte Brabant seine Blütezeit. Johann war durch die Heirat 1270 mit seiner ersten Frau Margarete, einer Tochter Ludwigs IX. von Frankreich, eng mit dem französischen Thron verbunden. Auch wenn seine Frau bereits 1272 an Kindbettfieber starb, unterstützte er 1284/85 seinen Schwager Philipp III. von Frankreich, der wiederum mit Johanns Schwester Marie in zweiter Ehe verheiratet war, bei dessen Feldzug gegen Aragonien. Er gilt als Wegbereiter des französischen Einflusses am Niederrhein.
Jahrelang war er Mitregent in Holland, gab die Regentschaft jedoch 1280 auf, um Hollands Unterstützung im Limburger Erbfolgestreit zu gewinnen. Mit den Verbündeten Kleve, Berg, Mark und der Stadt Köln erweiterte er nach der siegreichen Schlacht von Worringen gegen den Erzbischof von Köln, Siegfried von Westerburg, Geldern und Luxemburg sein Herrschaftsgebiet um das Herzogtum Limburg und gewann die Schirmvogtei über das Bistum Lüttich.
1292 wurde er vom deutschen König Adolf von Nassau zum Reichspfleger am Niederrhein bestellt und erreichte damit weitgehende Unabhängigkeit innerhalb des Heiligen Römischen Reiches.

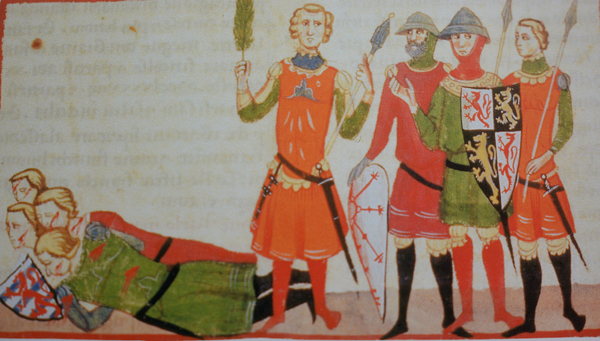
Herzog Johann von Brabant und die vier erschlagenen Luxemburger (links) in der Schlacht von Worringen (Nuova Cronica, 14. Jahrhundert)

Johann galt als gefürchteter Turnierkämpfer. Während der Schlacht von Worringen (die meisten Quellen sprechen zwar von Brabant, womit aber auch seine Umgebung gemeint sein könnte) erschlug er Graf Heinrich VI. von Luxemburg („den Verdammten“) und drei seiner Brüder. Daneben war er den schönen Künsten zugetan. Er tat sich selbst als Dichter hervor, wovon neun Minnelieder in der großen Heidelberger Liederhandschrift (Codex Manesse) zeugen.
Er schuf eine neue Kodifizierung der Rechtsverhältnisse gegen den Landadel.
Am 20. September 1293 erhielt er bei einem Turnier in Bar-le-Duc eine schwere Verwundung, an der er nach langem Leiden am 3. Mai 1294 starb. Er wurde neben seiner zweiten Ehefrau im Minoritenkloster Brüssel bestattet.
Seine Kinder entstammten alle seiner zweiten Ehe mit Margarethe von Flandern-Dampierre (* 1250/55 † 3. Juli 1285):
- Gottfried (* 1274 † 1302)
- Johann II. der Friedfertige (* 27. September 1275 † 27. Oktober 1312)
- Margarete von Brabant (* 4. Oktober 1276 † 14. Dezember 1311), 1292 heiratete sie den späteren römisch-deutschen König Heinrich VII.
- Maria (* um 1278 † 2. November 1338), 1297 heiratete sie den Grafen Amadeus V. von Savoyen